# Shanghai (série de jeux vidéo)
Pour les articles homonymes, voir Shanghai (homonymie).
Shanghai est une série de jeux vidéo de mah-jong initiée en 1986. En 1991, le premier jeu s'était vendu à 500 000 exemplaires.

## Liste de titres
- 1986 : Shanghai sur Amiga, Amstrad CPC, Apple II, Apple IIGS, Atari 8-bits, Atari Lynx, Atari ST, borne d'arcade, Commodore 64, DOS, FM Towns, Game Boy, Mac, Master System, MSX, NES, PC-88, PC-98, PC-Engine, Sharp X1, Sharp X68000, Tandy Color Computer
- 1989 : Shanghai II sur borne d'arcade, Game Gear, MSX, NES, PC-88, PC-Engine, Sharp X68000
- 1990 : Shanghai II: Dragon's Eye sur borne d'arcade, DOS, FM Towns, Mega Drive, MSX, Sharp X68000, Super Nintendo, Windows
- 1991 : Dragon's Eye Plus Shanghai 3 sur Mega Drive
- 1992 : Shanghai III: Dragon's Eye sur PC-Engine
- 1993 : Shanghai III sur borne d'arcade et Super Nintendo, réédité sur PlayStation 4
- 1994 : Sanrio Shanghai sur Super Nintendo
- 1994 : Shanghai: Triple-Threat (Shanghai: Banri no Chōjō) sur borne d'arcade, 3DO, FM Towns, PC-FX, PlayStation, Saturn, Sharp X68000 et Super Nintendo
- 1995 : Game no Tatsujin: The Shanghai sur PlayStation, Saturn et Super Nintendo
- 1995 : Shanghai: Great Moments sur Mac, PlayStation, Saturn et Windows
- 1997 : Shanghai: Dynasty sur Dreamcast, Mac, PlayStation et Windows
- 1998 : Shanghai Pocket sur Game Boy, Game Boy Color et WonderSwan
- 1998 : Shanghai: True Valor (Shanghai: Matekibuyu) sur borne d'arcade et PlayStation
- 1999 : Shanghai Mini sur Neo-Geo Pocket Color
- 1999 : Shanghai: Second Dynasty sur Windows
- 2000 : Shanghai: Four Elements sur PlayStation
- 2001 : Shanghai: Shōryū Sairin sur borne d'arcade et PlayStation
- 2001 : Shanghai Advance sur Game Boy Advance
- 2002 : Shanghai: Sangoku Pai Tatagi sur borne d'arcade et PlayStation 2
- 2003 : Minna no Soft Series: Shanghai sur Game Boy Advance
- 2004 : Super Shanghai 2005 sur borne d'arcade et PlayStation 2
- 2005 : Shanghai sur Nintendo DS et PlayStation Portable
- 2007 : Shanghai sur Wii
- 2009 : Minna de Taisen Puzzle: Shanghai Wii sur Wii
- 2010 : Shanghai DS 2 sur Nintendo DS
- 2010 : Shanghai HD sur iOS
- 2010 : Shanghai Amigo sur iOS
- 2011 : Shanghai: Garyū Tenshō sur borne d'arcade
- 2011 : Mahjong Cub3d (Shanghai 3D Cube) sur Nintendo 3DS[2]
- 2014 : Shanghai 3D sur Nintendo 3DS
- 2018 : Mahjong Solitaire Refresh (Shanghai Refresh) sur Nintendo Switch et Windows[3]